# Atzum
Atzum [atˑt͡sʊm] ist ein nordöstlich der Kernstadt gelegener Ortsteil der Stadt Wolfenbüttel in Niedersachsen.

## Geschichte
Erste urkundliche Erwähnung fand Atzum im Jahr 1051 als Etloveshem. Der Ort wurde während des Dreißigjährigen Krieges vollständig niedergebrannt, später von seinen Bürgern jedoch wieder aufgebaut.
Am 1. März 1974 trat der Eingemeindungsvertrag mit der Stadt Wolfenbüttel in Kraft.

## Politik

### Ortsrat
Der Ortsrat, der Atzum vertritt, setzt sich aus fünf Mitgliedern zusammen. Die Ratsmitglieder werden durch eine Kommunalwahl für jeweils fünf Jahre gewählt.
Bei der Kommunalwahl 2021 ergab sich folgende Sitzverteilung:
- Wählergruppe Atzum: fünf Sitze

### Ortsbürgermeister
Ortsbürgermeisterin ist Kerstin Hoyer.

## Kultur und Sehenswürdigkeiten
- Erste urkundliche Erwähnung fand Atzum im Jahr 1051 als Urpfarrei. Die St.-Stephani-Kirche wurde 1639–1652 in ihrer jetzigen baulichen Beschaffenheit gebaut, nachdem das Vorgängergebäude 1627 im Dreißigjährigen Krieg erheblich beschädigt worden war.[4]

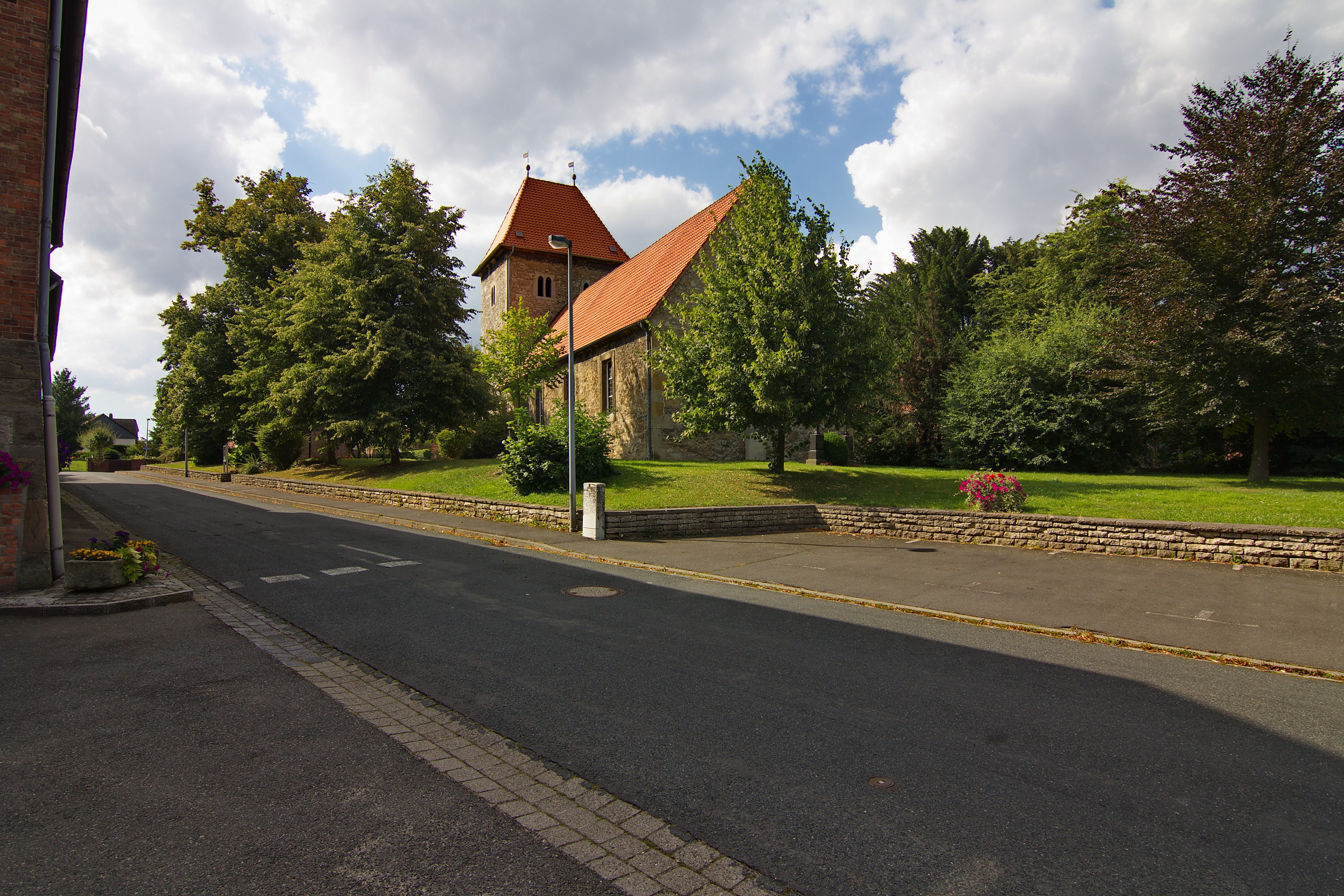
Blick auf die St.-Stephani-Kirche
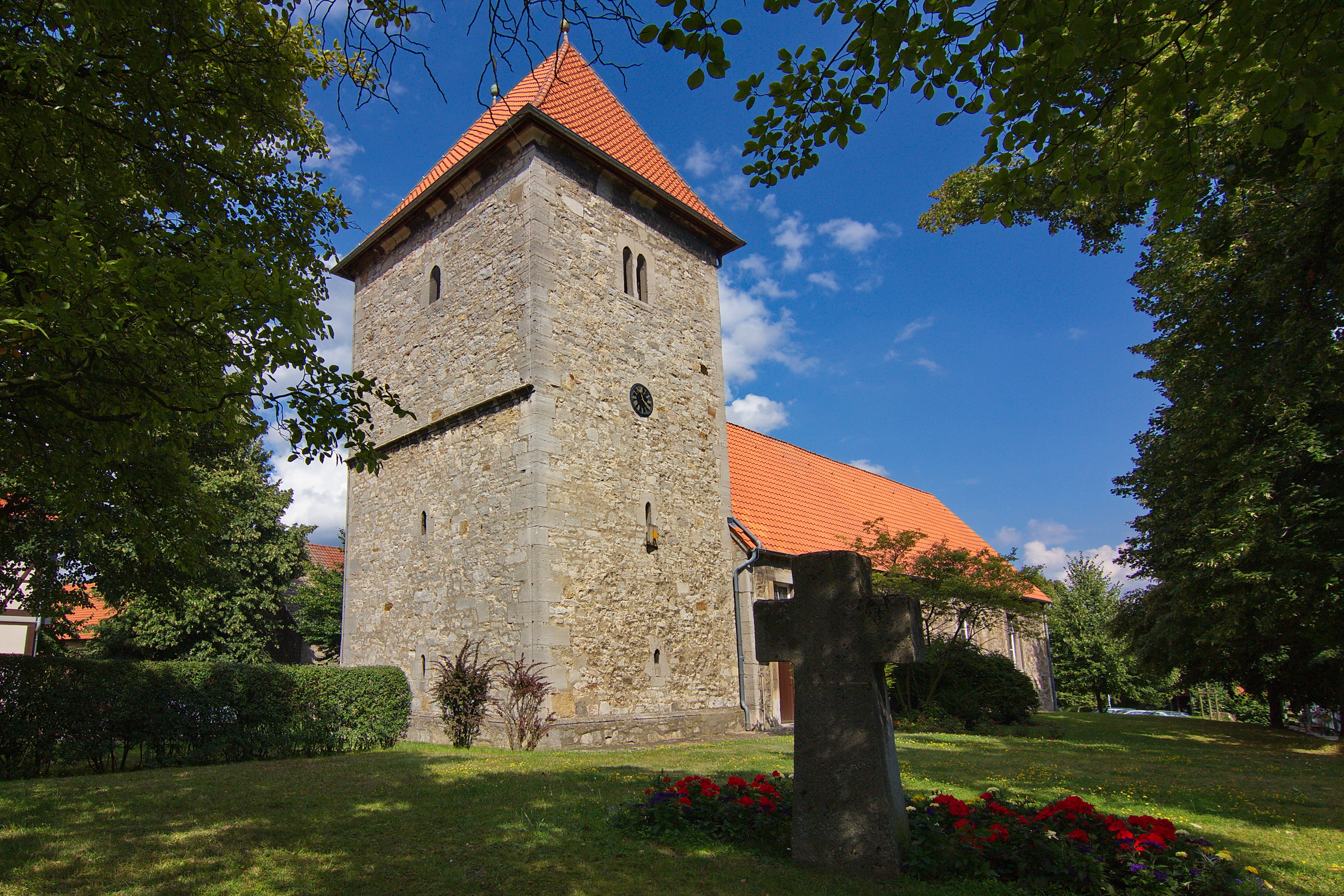
Turm der Kirche